# Méthode réflexive
La méthode réflexive ou réflexivité a été définie à la fin du XIXe siècle par les spiritualistes français comme la méthode de la psychologie. Par delà sa place dans la théorie de la connaissance, elle a trouvé par la suite de nombreux échos dans les sciences humaines.

## La démarche réflexive
La démarche réflexive est définie pour la première fois par le philosophe Jules Lagneau, qui en a fait la méthode de la psychologie, comme « histoire naturelle de l'âme » :

« La méthode [de la psychologie] est l'analyse réflexive, c'est-à-dire la recherche de la nature intérieure des pensées et la raison de cette nature. Son terme est la résolution des faits psychiques en leurs éléments immédiats […] Cette analyse a pour but de faire connaître les lois statiques, ou formes logiques de la pensée, c'est-à-dire les éléments formels, et aussi les éléments matériels qu'ils ont mission d'élaborer […] Cette méthode est à la fois expérimentale par son point de départ qui est dans l'observation, et rationnelle par sa propre nature. »

— Jules Lagneau, Fragments.
Pour Alain, disciple de Lagneau, la démarche réflexive est un moyen de connaître l'« idée vraie » :

« Pour savoir si une idée est vraie, il n'est donc pas nécessaire de regarder autre chose qu'elle. Il y a certainement dans les idées quelque chose de réel par quoi les idées vraies se distinguent des fausses. Il y a certainement une manière de pensée qui, par elle-même, est vraie. Ce n'est pas de l'objet qu'il faut rapprocher l'idée pour savoir si l'idée est vraie, c'est d'un type de l'idée vraie, d'une manière vraie de penser. D'où l'on voit qu'une idée est vraie dans la façon dont cette idée est idée dans sa forme […]. La méthode Réflexive est l'idée de l'idée, c'est-à-dire la réflexion sur l'idée vraie donnée, la réflexion sur ce qui est certain immédiatement et intuitivement […] sur la certitude immédiate et absolue. »

— Alain, Spinoza

## Portée pour les sciences humaines
En sociologie, en anthropologie et en psychologie, cette méthode consiste à appliquer les outils de l'analyse à son propre travail ou à sa propre réflexion et donc à intégrer sa propre personne dans son sujet d'étude. Cette notion a en particulier été théorisée par David Bloor (en sociologie de la connaissance scientifique) ou encore par Pierre Bourdieu,.